# Kirkland (South Lakeland)
Kirkland is een voormalige civil parish en thans een wijk van de stad Kendal in het Engelse graafschap Cumbria. In 1870-72 telde het toen nog zelfstandige Kirkland 1369 inwoners. In 1908 werd de parish opgeheven en bij Kendal gevoegd. Het is een van de oudste delen van die bij toeristen populaire stad. Kirkland heeft meerdere vermeldingen op de Britse monumentenlijst, waaronder een woonhuis (thans winkelpand) uit de zeventiende eeuw, in 1900 'Pembroke House' genaamd.